# Sourmak
Sourmak ou Surmak (en arménien Սուրմակ ; mort en 444) est un catholicos (ou anti-catholicos) de l'Église apostolique arménienne de 428 à 429 puis de 437 à 444.

## Biographie
Sourmak semble être d'origine arménienne et appartient probablement à la deuxième lignée d'hommes d'église du pays, issue d'Albanios de Manazkert.
Lorsqu'en 428, le catholicos Sahak Ier refuse de suivre les nakharark en plaidant contre le dernier roi arsacide, Artaxias IV, auprès du suzerain sassanide, Vahram V, celui-ci le dépose ; les circonstances ne sont pas claires : le roi perse a agi soit de sa propre initiative, soit sur demande des nakharark. Il semble également que Sourmak ait évoqué à son encontre une connivence avec Constantinople. Sahak est en tout cas déposé en 428 et remplacé par Sourmak.
Sourmak s'attire cependant très vite l'inimitié des nakharark et, à leur demande, est à son tour déposé en 429 (voire en 428 même) par le marzpan perse Veh Mihr Chapour, tout en recevant néanmoins la charge d'évêque du Bznounik (nord du lac de Van). Un prélat perse de langue syrienne, Berkicho, lui succède jusqu'en 432, date de son remplacement par un autre prélat perse de langue syrienne, Samuel, exerçant les fonctions temporelles de la charge, alors que Sahak Ier reprend les fonctions spirituelles (notamment la consécration des évêques).
Sourmak revient sur le devant de la scène en 437, à la mort de Samuel, qu'il a soutenu, et dont il reprend les fonctions. Dans le même temps, les fonctions spirituelles passent à Hovsep Ier de Holotsim (avec peut-être un intermède de Mesrop Machtots de 437 à 439 ou de 439 à 440). Sourmak les conserve jusqu'à sa mort en 444, date à laquelle une tentative de réunification des fonctions catholicossales se produit en la personne de Hovsep Ier.